# 俄勒岡洞穴國家紀念區暨保護區
俄勒岡洞穴國家紀念區暨保護區（英語：Oregon Caves National Monument and Preserve）位於美國俄勒岡州西南部，錫斯基尤山脈北部，靠近俄勒岡州和加利福尼亞州的邊界，佔地1,843公頃。俄勒岡洞穴是個溶洞，通道總長約4,600米，由大理石形成。形成洞穴的母岩本屬石灰岩，後來在地質過程中變質為大理石。雖然母岩大概於1.9億年前形成，但洞穴歷史不超過數百萬年。洞穴除了是旅遊勝地，本身也具有科學價值，不在旅遊路線上的部分洞穴含有具國家意義化石。
儘管考古學家認為至少8,500年前便有游居者到達俄勒岡州西南部，但證據表明洞穴內並無任何人類活動的痕跡。1874年，威廉姆斯居民以利亞·瓊斯·戴維森意外發現洞穴。在接下來的二十年間，私人投資者未能在這處公有地方成功經營旅遊事業。美國國會通過《古蹟保存法案》後，總統威廉·霍华德·塔夫脱於1909年指定洞穴為國家紀念區，交由國家森林局管理。汽車日漸普及，政府開始出資鋪設公路，再加上格兰茨帕斯助威團體的推廣，使紀念區的參觀人數在20世纪20年代末開始飛躍。1933年，國家森林局把紀念區的管理權轉交至國家公園管理局。1934年，酒店「俄勒岡洞穴宅邸」落成，成為紀念區內唯一住宿設施，後來獲指定為國家歷史名勝。1992年，紀念區聯同宅邸等建築以「俄勒岡洞穴歷史區」名義被錄入《國家史蹟名錄》。2001年，管理局復辦昔日由私人承包商提供的洞穴旅遊服務。2014年，國會擴展紀念區保護範圍，以創立全新的國家紀念區暨保護區，同時把流經洞穴的洞溪納入國家野生與風景河流系統。
保護區位於以高度生物多樣性而聞名的克拉馬斯—錫斯基尤地區，長有超過400種植物，同時是逾500種動物的棲息地。其中，有160種動物是在洞穴內發現。洞穴內有五種蝙蝠屬瀕危物種。遊客可在保護區內遠足、攝影、觀賞野生動物，或參與洞穴旅遊。為了保護洞中蝙蝠免受白鼻症威脅，國家公園管理局禁止遊客穿着或攜帶用於其他洞穴、礦井或蝙蝠棲息地的衣服、鞋子或其他物品。

## 地理

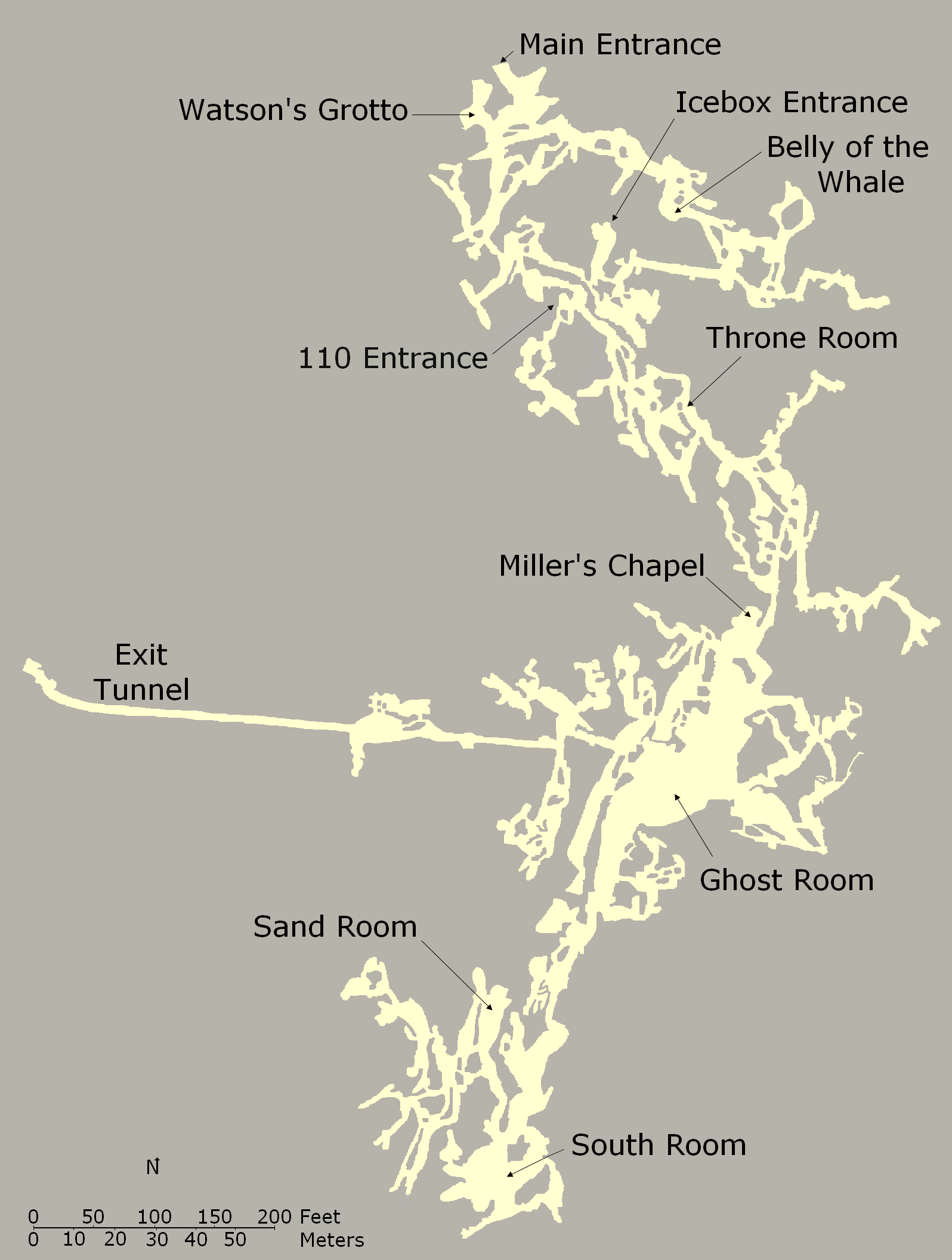
洞穴地圖

俄勒岡洞穴國家紀念區暨保護區地處錫斯基尤山脈，而該山脈屬於坐落在加利福尼亞州西北部至俄勒岡州西南部的克拉馬斯山脈一部分。紀念區面積196公頃（484英畝），位於俄勒岡州—加利福尼亞州邊界以北約9.7（6英里）的罗格河-锡斯基尤国家森林內，所在縣份為俄勒岡州約瑟芬縣。紀念區海拔範圍由1,120至1,670米（3,680至5,480英尺）；在保護區範圍內，最高點屬1,950（6,390英尺）的以利亞山（Mount Elijah）。主要洞穴已知通道長約4,600（15,000英尺），另外紀念區內還有八個獨立的小洞穴。作為2015年度美國國防授權法案的一部分，美國國會在2014年12月擴大了包括洞穴在內的保護範圍，並把它從俄勒岡洞穴國家紀念區更名為俄勒岡洞穴國家紀念區暨保護區。保護區佔地1,650公頃（4,070英畝），它與毗鄰的紀念區均由同一工作人員管理。
紀念區一帶樹木繁茂，該區的地表徑流形成了羅格河主要支流伊利諾伊河的河源。區內有五個小泉，其中一個屬上洞溪（Upper Cave Creek）的源頭。溪流先在地表流動，然後在河床消失，並進入洞穴。輔以從上方進入洞穴的水，溪流會從洞穴主入口流出，並再度於地表流動，此時其名稱則為洞溪（Cave Creek）。在洞穴內，洞溪被稱作斯堤克斯河，此名源於希臘神話中連接地球和冥界的其中一條冥河。2014年底，國會把洞溪納入國家野生與風景河流系統，為它帶來了一定程度的保護，以達致確保河流能永久自由流動的目的。洞溪也是該系統唯一一條地下河流。

## 歷史
考古學家認為，首批定居在羅格河地區的人類屬游居的獵人和採集者。放射性碳定年法顯示，他們至少在8,500年前到達俄勒岡州西南部。在首次接觸白人之前的至少1,500年，美國原住民便在溪流沿岸建立了永久村莊。儘管如此，沒有證據表明任何原住民（例如是19世紀居住在羅格河和阿普爾蓋特河沿岸的塔克爾瑪人）曾經在洞穴內活動。
由於位置偏遠，早期的外地探險家、毛皮商人、定居者很大程度上均會繞過該區。1851年，當探礦者於羅格河谷的傑克遜維爾附近發現黃金時，此地才變得灸手可熱，吸引大批新移民。這導致了傑克遜縣在1852年成立。後來，伊利諾伊河谷的沃爾多附近也勘得金礦，礦工們建立了約瑟芬縣，得名自其中一名礦工女兒的名字。即使有大量礦工和定居者申索捐贈地，約瑟芬縣的人口在1870年也只有1,204人。
1874年秋天，獵人以利亞·瓊斯·戴維森（Elijah Jones Davidson）在一次狩獵之旅中發現了俄勒岡洞穴。他出生於伊利諾伊州，後來隨家人移居俄勒岡州，並定居於約瑟芬縣威廉姆斯溪沿岸。威廉姆斯原稱威廉姆斯社區，位於洞穴東北約19（12英里）處。
在接下來的十年裡，只有少數人進入洞穴。1877年，以利亞與兄弟卡特以及另外四人進一步探索洞穴，發現了四個不同的層數，打開了一些被鐘乳石和石筍阻塞的洞廊，又找到了現時被稱作「110出口」的地方。1884年，在戴維森兄弟的帶領下，俄勒岡大學地質學教授托馬斯·康登聯同一群學生從威廉姆斯徒步前往洞穴，並在燭光下檢查它。此後不久，戴維森家族的熟人沃爾特·伯奇（Walter Burch）試圖將洞穴發展為旅遊景點，他與合作夥伴佔領了洞穴低地入口，稱它為「石灰岩洞」，並向每位遊客收取一美元（費用囊括洞穴導覽服務、露營地、馬匹餵食、聲稱具藥用價值的洞穴水）。雖然伯奇和其他人從凱夫章克申和威廉姆斯開闢了通往洞穴的簡陋小徑，但對於大多數遊客而言旅途過於艱辛，而且最近的鐵路與洞穴相距逾320（200英里），最終石灰岩洞於1888年停止營運。
1890年代初期，出身於加利福尼亞州聖地亞哥的阿方索·B·史密斯（Alfonso B. Smith）以及兩名來自俄勒岡州克比的男子組建了俄勒岡洞穴改善公司，試圖籌集資金，以便在洞穴開展大型旅遊業務。對於洞穴及其潛力，史密斯提出了荒唐的說法：洞穴長約35（22英里），普通輕便馬車只能行駛其中的16（10英里），它有600個獨立洞室，而公司計劃建造一條從威廉姆斯延伸至洞穴的有軌電車路線。史密斯成功吸引《三藩市考察報》的注意。報社曾兩度派遣記者前往洞穴考察，但在第二次探險期間，記者於洞內發現大量破壞痕跡，包括通道被拓寬、岩層被打破或被故意移走、洞穴牆壁出現指向箭頭等，記者稱此舉為「破壞狂歡」。後來，史密斯花光了公司所有的資金，又以公司名義借款，最終他在1894年人間蒸發，公司亦隨之倒閉。
伯奇和史密斯都不曾擁有洞穴或周邊土地。從1890年代起，聯邦政府開始規範此類公共土地的使用。1903年，總統西奥多·罗斯福指定數百萬英畝林地為保護區，其中包括圍繞洞穴的錫斯基尤國家森林。1905年，美國國家森林局成立，負責管理這類保護區。三年後，國會通過《古蹟保存法案》，容許總統把公共土地劃為國家紀念區。1909年7月12日，總統威廉·霍华德·塔夫脱把洞穴指定為保護區，命名為「俄勒岡洞穴國家紀念區」，並交由國家森林局管理。翌年，國家森林局僱傭人員看守洞穴並擔任導遊。
紀念區與世隔絕且難以到達，初期只有少量遊客來訪，1920年全年訪客人數更只得1800人次。當大量美國人開始在主要由政府出資修建的公路上乘車旅行時，遊客數字便發生了顯著變化。紅木公路（199號美國國道）把格蘭茨帕斯和加利福尼亞州海岸的克雷森特城連接起來，而從前者延伸開來的俄勒岡洞穴公路則通往紀念區。格蘭茨帕斯助威團體「洞穴人」曾舉辦活動來吸引自駕遊遊客，成員會穿著獸皮，在旅遊路線上擺出各種姿勢，並每年舉辦活動來宣傳紀念區。到了1928年，遊客數量已大幅上升至每年約2.4萬人次。

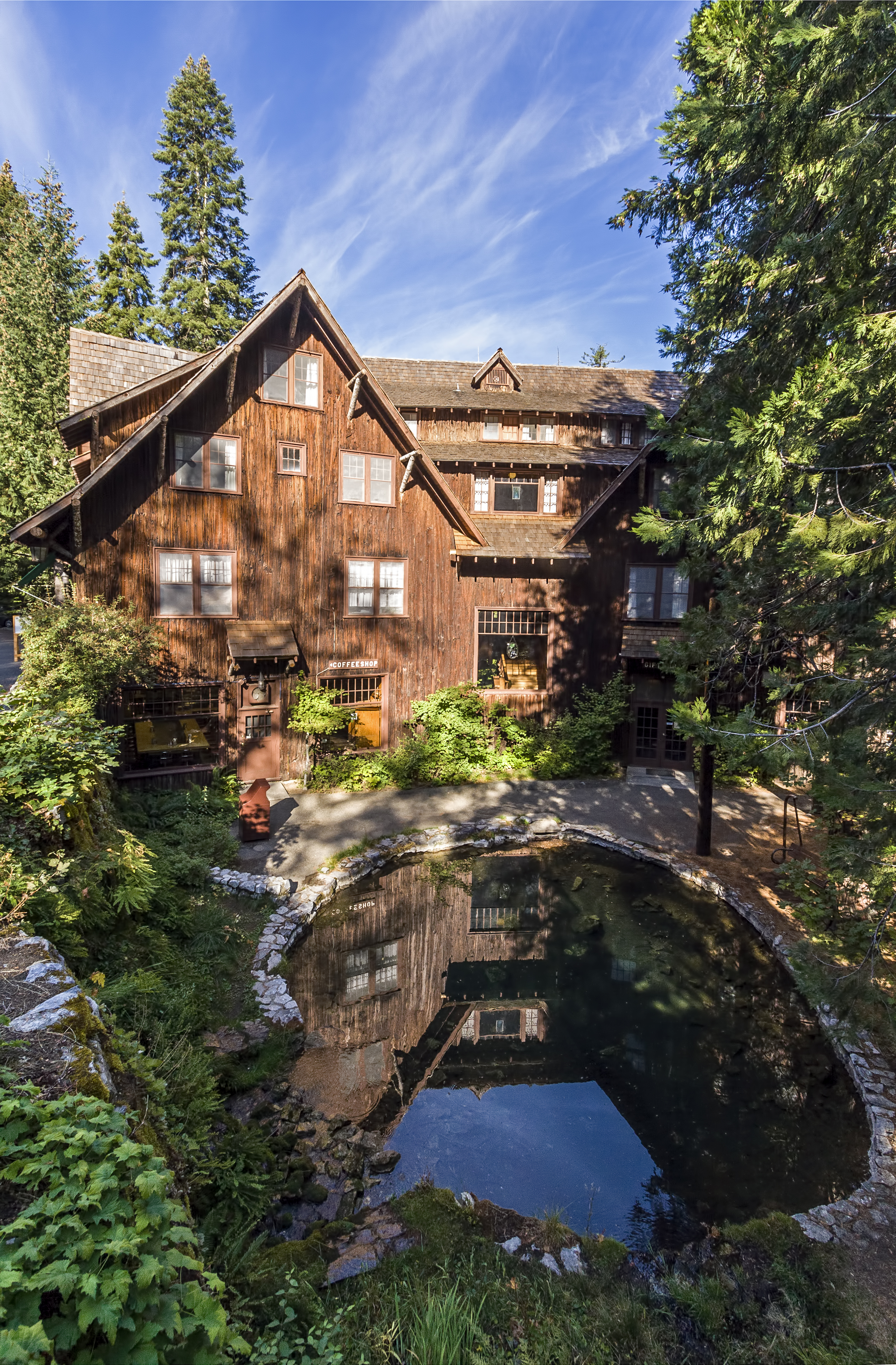
2009年時的俄勒岡洞穴宅邸

遊客對過夜住宿的需求殷切，導致後來不少公私營露營地和鄉村小木屋出現在凱夫章克申和紀念區附近的公路上。1923年，國家森林局與格蘭茨帕斯的俄勒岡洞穴公司簽訂合同，以改善洞穴的住宿條件並提供導覽服務。國家森林局或國家公園管理局與特許經營商之間的公私合作夥伴關係在俄勒岡洞穴以各種形式持續到21世紀。同年6月，俄勒岡洞穴公司建成「沙萊」（Chalet），內設廚房、餐廳、禮品店、售票區，以及公司女性員工宿舍。三年後，該公司增建了七間兩居室小屋，又在附近修築男性員工宿舍。1928年，由國家森林局編寫、俄勒岡州參議員查爾斯·L·麥克納里提出的俄勒岡洞穴草案獲得國會批准。草案資助建設電燈、發電廠、清洗洞內泥漿的管道和軟管系統，以及離開洞穴的人工隧道，以消除兩組導賞團經通道往返時必會出現的擁擠情況。這條長150（500英尺）的隧道於1931年完工。
1933年，國家森林局把紀念區的管理權轉交至國家公園管理局。1934年，格蘭茨帕斯建築商古斯·林姆（Gust Lium）建成了六層高的酒店「俄勒岡洞穴宅邸」。除了宅邸外，林姆還監督了紀念區其他建築的建設工作，而這些建築大多屬於鄉村風格。洛杉磯的梅森製造公司為宅邸製作了蒙特利風格家具。在1930年代至1940年代早期，平民保育團在區內安設了供水系統和電話線路，改善小徑，並美化景觀。1942年，沙萊被重建，新建築增設了三樓，女性宿舍也被擴大。
1957年，國家公園管理局用瀝青鋪設洞穴遊覽路線。1959年，管理局為所有洞口安裝大閘。1964年，俄勒岡洞穴宅邸受洪水侵襲，雖然造成十萬美元損失，但很快便完成修復。到了1968年，洞穴訪客人數到達一百萬人次。1987年，俄勒岡洞穴宅邸獲指定為國家歷史名勝。1992年，24公頃（60英畝）的紀念區（包括俄勒岡洞穴宅邸和其他鄉村建築）以「俄勒岡洞穴歷史區」名義被錄入國家史蹟名錄。2001年，國家公園管理局開始經營以往由私人承包商提供的洞穴旅遊服務。兩年後，紀念區所有建築都成為國家公園管理局管理的公共財產。非營利組織伊利諾伊河谷社區發展組織位於凱夫章克申，它經營著紀念區內的禮品店。
2014年，國會擴展紀念區保護範圍，從羅格河-錫斯基尤國家森林移出部分土地，以創立新的國家紀念區暨保護區。保護區面積達1,650公頃（4,070英畝），由森林、亞高山草甸、山脈、小溪組成，昔日由國家森林局管理，現今則由國家公園管理局負責。保護區範圍內包括高1,950（6,390英尺）的以利亞山，畢格羅湖，以及與紀念區小徑相連的步道網絡。雖然保護區內允許狩獵，但紀念區內則禁止此活動，此項安排旨在終結在洞溪—斯堤克斯河流域的家牛放牧。

## 地質和古生物

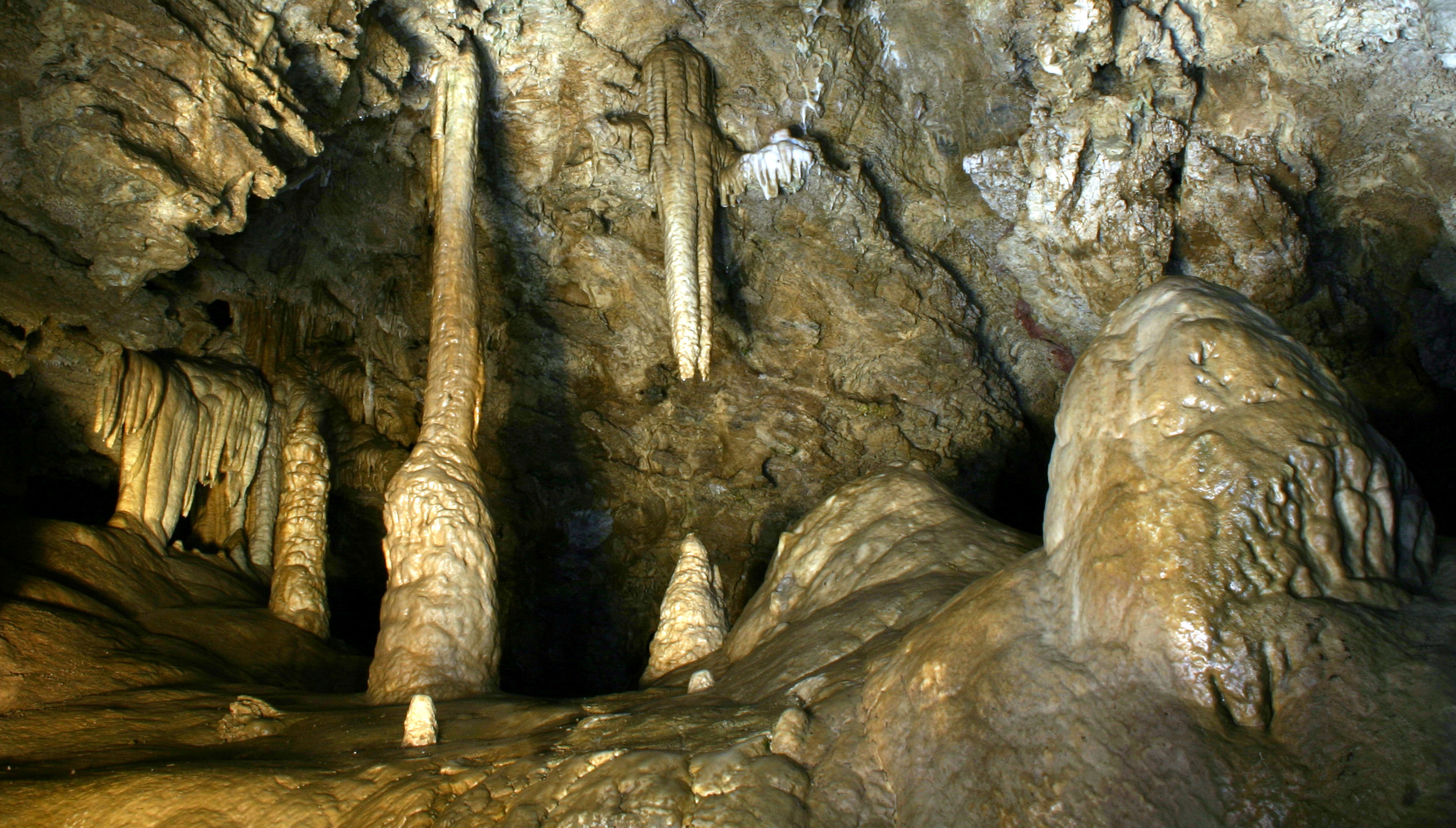
洞中「米勒教堂」的鐘乳石、石筍、石柱

大多數由可溶岩產生的洞穴都是在石灰岩或白雲岩中形成，但俄勒岡洞穴是在大理石中形成。在國家公園管理局管理的3,900多個洞穴系統之中，只有俄勒岡洞穴國家紀念區暨保護區、金斯峽谷國家公園、大盆地國家公園擁有大理石洞穴。
形成洞穴的母岩在大約1.9億年前屬於石灰岩，是太平洋下方構造板塊的一部分。大約1.6億年前，花崗岩岩體侵入這部分海洋地殼，即艾伯蓋特地體。隨著承載該地體的海洋地殼俯衝至北美洲板塊下方，該地體於北美洲板塊上增生，石灰岩受到溫度和壓力作用而變質為大理石。進一步的構造運動最終將大理石抬升至海平面以上約1,200（4,000英尺）。包含洞穴的大理石塊至少長330（1,080英尺），寬150（490英尺），高約120（390英尺）。
洞穴形成是在大理石形成後很久才發生。隨著地下水滲入大理石的裂縫，它最終溶解了足夠的岩石，使一些裂縫擴大至隧道大小。洞穴本身是個空曠的空間，一般而言，科學家無法直接確定洞穴的年齡，但他們有時可以確定洞中洞穴灰華或沉積物的年齡。2009年有研究指出，在過去38萬年間，大多數洞穴灰華在間冰期形成，甚少於冰期發生。根據現有證據，科學家認為洞穴至少有一百萬年歷史，並且「可能不超過幾百萬年」。

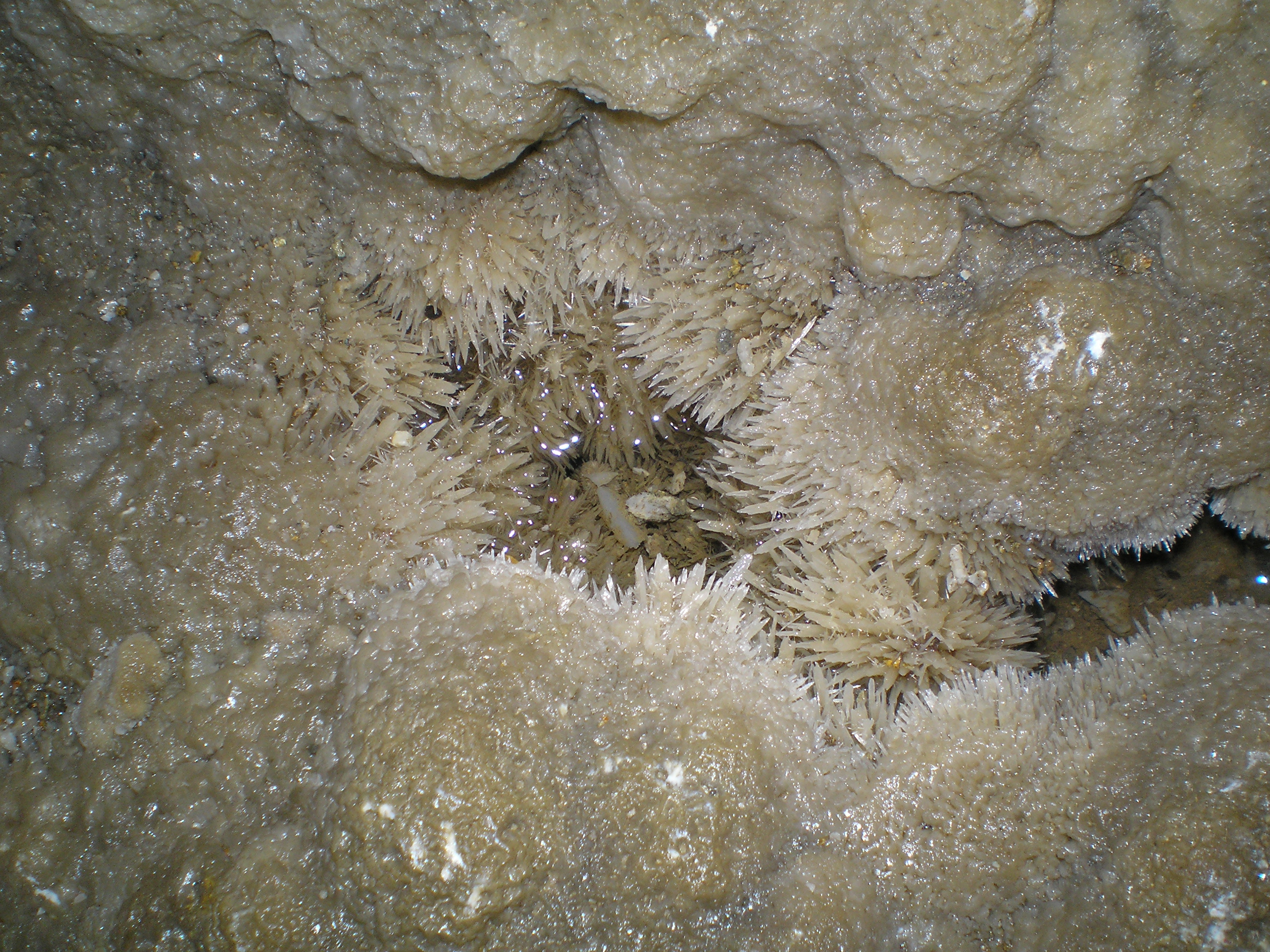
洞內的方解石晶體

大理石的紋理比石灰岩更粗，但兩者均由方解石構成。當弱酸性地下水沿著岩石的天然裂縫溶解方解石時，往往會形成洞穴。溶解過程的逆轉會產生流石、滴水石（如鐘乳石）、石筍，其中流石和滴水石像冰柱一樣懸掛在洞頂，而石筍是在洞底形成的尖錐體，通常直接位於鍾乳石下方。當含有高濃度溶解方解石的酸性地下水從充滿空氣的洞穴頂部緩慢滴落時，其酸度會減弱，並留下一些方解石作為固體沉澱物，從而形成前述結構。俄勒岡洞穴包含各種由方解石沉澱形成的洞穴構造。儘管洞穴公共部分的許多洞穴灰華經已破碎，被人賣皮膚油脂影響而變色，或者因其他原因而損壞，但參觀區域狹窄且曲折的通道基本上已獲保護。
洞穴並非由純大理石形成。它由三疊紀晚期到二疊紀中期變質岩和火成岩構成，包括變玄武岩、閃長岩、頁岩、砂岩、與大理石互層的沉積岩等。另外，洞穴可能位於侏羅紀時代的石英閃長岩侵入體「灰背岩體」（Grayback Pluton）之下，它亦有三分之一的面積暴露在地表。洞內溪流還沉積了一些源自地表的淤泥和礫石。
紀念區有50多個古生物遺址，年齡從晚更新期到全新世不等。科學家曾於洞穴內發現5萬多年前的灰熊化石，以及4萬至2萬年前的美洲豹化石。其他化石包括兩棲動物，及稀有的山河狸和藍松雞。而在洞穴的非公共部分，科學家也發現了具有國家意義的哺乳動物化石。

## 氣候
根據柯本氣候分類法，俄勒岡洞穴國家紀念區暨保護區屬於地中海式氣候。夏季約在5至10月，天氣炎熱乾燥，日間最高溫度在16°C至26°C之間，晚間則會下降到4°C至12°C。冬季約在11至4月，天氣溫和多雨，日間溫度維持在5°C至11°C，晚間則保持在-1°C至1°C。洞穴內的溫度長年保持在約7°C。區內年平均降水量約1,400（55英寸），主要以濕雪的形式出現。全年只有數天會出現霧。和風也在區內常見。
| 俄勒岡洞穴國家紀念區暨保護區氣象數據（平均數據自1991年統計至2020年） | 俄勒岡洞穴國家紀念區暨保護區氣象數據（平均數據自1991年統計至2020年） | 俄勒岡洞穴國家紀念區暨保護區氣象數據（平均數據自1991年統計至2020年） | 俄勒岡洞穴國家紀念區暨保護區氣象數據（平均數據自1991年統計至2020年） | 俄勒岡洞穴國家紀念區暨保護區氣象數據（平均數據自1991年統計至2020年） | 俄勒岡洞穴國家紀念區暨保護區氣象數據（平均數據自1991年統計至2020年） | 俄勒岡洞穴國家紀念區暨保護區氣象數據（平均數據自1991年統計至2020年） | 俄勒岡洞穴國家紀念區暨保護區氣象數據（平均數據自1991年統計至2020年） | 俄勒岡洞穴國家紀念區暨保護區氣象數據（平均數據自1991年統計至2020年） | 俄勒岡洞穴國家紀念區暨保護區氣象數據（平均數據自1991年統計至2020年） | 俄勒岡洞穴國家紀念區暨保護區氣象數據（平均數據自1991年統計至2020年） | 俄勒岡洞穴國家紀念區暨保護區氣象數據（平均數據自1991年統計至2020年） | 俄勒岡洞穴國家紀念區暨保護區氣象數據（平均數據自1991年統計至2020年） | 俄勒岡洞穴國家紀念區暨保護區氣象數據（平均數據自1991年統計至2020年） |
| 月份                                                                 | 1月                                                                  | 2月                                                                  | 3月                                                                  | 4月                                                                  | 5月                                                                  | 6月                                                                  | 7月                                                                  | 8月                                                                  | 9月                                                                  | 10月                                                                 | 11月                                                                 | 12月                                                                 | 全年                                                                 |
| -------------------------------------------------------------------- | -------------------------------------------------------------------- | -------------------------------------------------------------------- | -------------------------------------------------------------------- | -------------------------------------------------------------------- | -------------------------------------------------------------------- | -------------------------------------------------------------------- | -------------------------------------------------------------------- | -------------------------------------------------------------------- | -------------------------------------------------------------------- | -------------------------------------------------------------------- | -------------------------------------------------------------------- | -------------------------------------------------------------------- | -------------------------------------------------------------------- |
| 平均高温 °C（°F）                                                    | 6.4 (43.5)                                                           | 7.1 (44.7)                                                           | 8.8 (47.8)                                                           | 10.9 (51.7)                                                          | 15.6 (60.1)                                                          | 20.1 (68.2)                                                          | 25.8 (78.5)                                                          | 25.9 (78.7)                                                          | 22.6 (72.7)                                                          | 15.7 (60.3)                                                          | 8.8 (47.8)                                                           | 5.5 (41.9)                                                           | 14 (58)                                                              |
| 日均气温 °C（°F）                                                    | 2.9 (37.2)                                                           | 3.1 (37.5)                                                           | 4.0 (39.2)                                                           | 5.7 (42.2)                                                           | 9.7 (49.4)                                                           | 13.4 (56.2)                                                          | 18.6 (65.4)                                                          | 18.8 (65.8)                                                          | 16.1 (60.9)                                                          | 10.5 (50.9)                                                          | 5.1 (41.2)                                                           | 2.3 (36.1)                                                           | 9.2 (48.5)                                                           |
| 平均低温 °C（°F）                                                    | −1 (31)                                                              | −0.9 (30.3)                                                          | −0.7 (30.7)                                                          | 0.4 (32.7)                                                           | 3.7 (38.7)                                                           | 6.7 (44.1)                                                           | 11.3 (52.4)                                                          | 11.6 (52.9)                                                          | 9.5 (49.1)                                                           | 5.2 (41.4)                                                           | 1.4 (34.6)                                                           | −0.9 (30.3)                                                          | 4 (39)                                                               |
| 平均降水量 mm（）                                                    | 260 (10.2)                                                           | 199 (7.84)                                                           | 204 (8.05)                                                           | 154 (6.05)                                                           | 76 (3.01)                                                            | 35 (1.39)                                                            | 11 (0.45)                                                            | 8.9 (0.35)                                                           | 26 (1.01)                                                            | 110 (4.4)                                                            | 213 (8.37)                                                           | 319 (12.56)                                                          | 1,617 (63.67)                                                        |
| 来源：PRISM Climate Group                                            |                                                                      |                                                                      |                                                                      |                                                                      |                                                                      |                                                                      |                                                                      |                                                                      |                                                                      |                                                                      |                                                                      |                                                                      |                                                                      |

## 生態

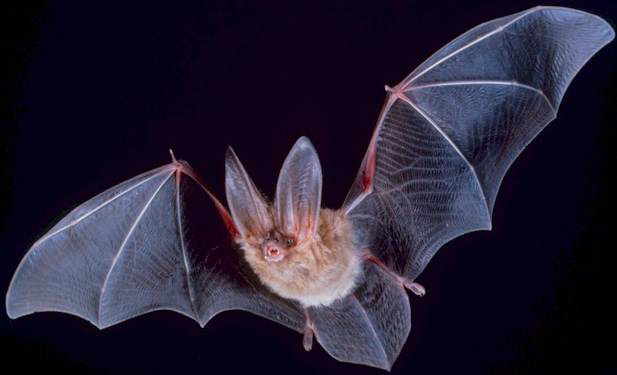
在俄勒岡洞穴內屬瀕危的湯森大耳蝠

俄勒岡洞穴國家紀念區暨保護區位於以高度生物多樣性而聞名的克拉馬斯—錫斯基尤地區。保護區內長著超過390種維管束植物，以及大量苔蘚植物、地衣、蕈類。常見樹木包括橡樹、榿木、花旗松、糖松、美國扁柏、白冷杉、太平洋熊莓。當中最古老的是被喚作「大樹」的花旗松，它也是俄勒岡州最寬的花旗松。該棵松樹底部附近的周長為12（41英尺），年齡估計為600至800歲。該區未有任何具有特殊保護地位的植物扎根。
保護區是眾多動物的棲息地，包括約50種哺乳動物、86種鳥類、11種爬行動物和兩棲動物、8種蝙蝠、200多種節肢動物、8種蝸牛和蛞蝓、75種蝴蝶、逾55種飛蛾、8種水生大型無脊椎動物。其中，有160種動物是在洞穴內發現。洞外，哥倫比亞黑尾鹿、暗冠藍鴉、渡鴉、暗眼燈草鵐、北美黑啄木鳥、地松鼠、湯森花栗鼠十分常見，美洲黑熊、美洲獅、郊狼、北方鼯鼠、陸巨螈則較為罕見，而灰熊和加拿大馬鹿已不再於區內出沒。扁形動物、青蛙、蝸牛出沒在水泉和其他潮濕地方。
區內受保護動物包括北方斑點鴞、加利福尼亞山王蛇、尾蟾、蒼鷹、綠脅綠霸鶲、小柳紋霸鶲、太平洋漁貂等。另外，洞穴內有五種蝙蝠瀕危，包括湯森大耳蝠、長耳鼠耳蝠、繸毛鼠耳蝠、長腿鼠耳蝠、優瑪鼠耳蝠。

## 休閒

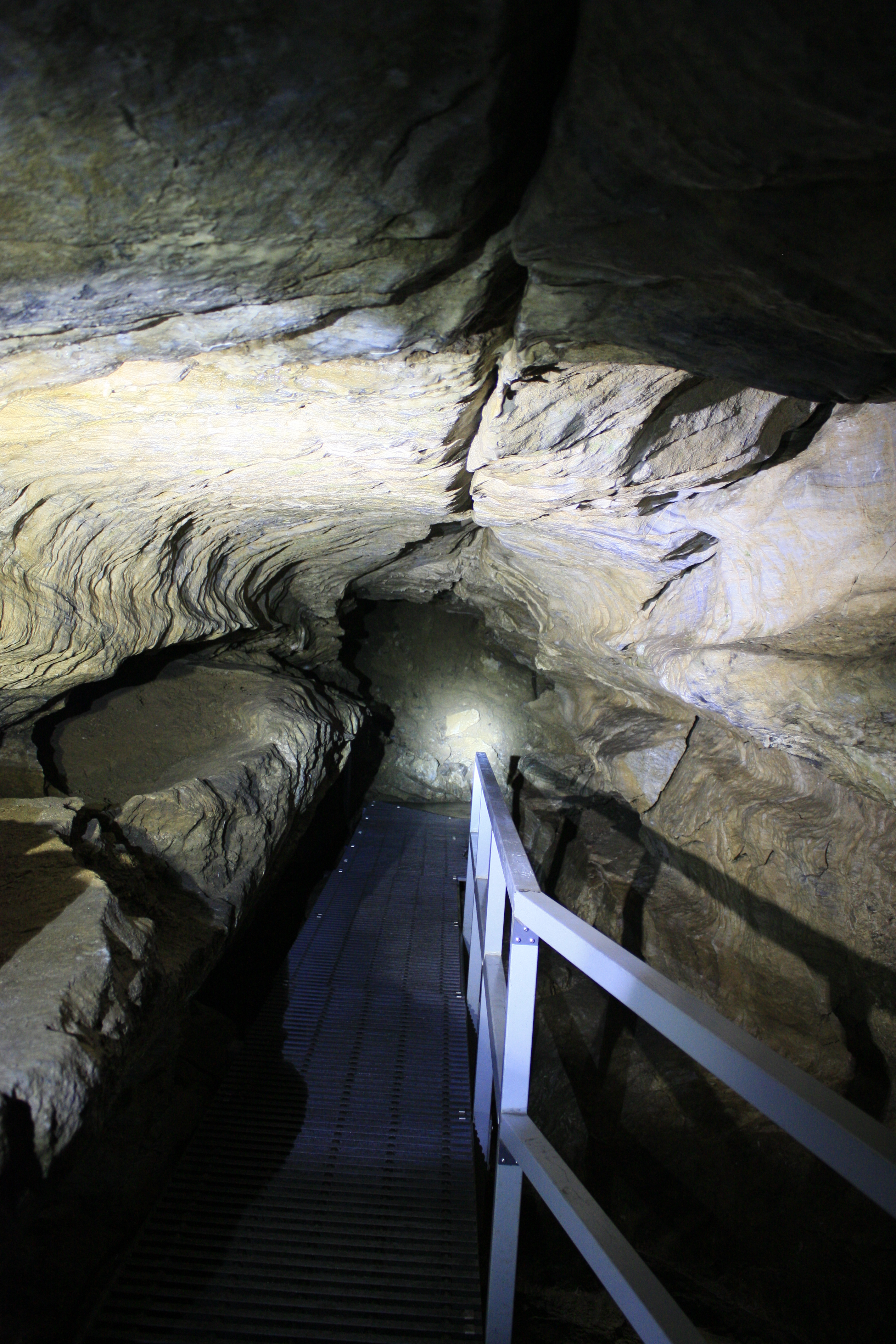
洞中「鯨魚之腹」的走道

俄勒岡洞穴國家紀念區暨保護區全年開放，但有時大雪會阻塞通往保護區的道路。洞穴導覽服務通常於4月中旬至11月初提供，春季和秋季的日程安排則取決於當時天氣狀況。俄勒岡洞穴遊客中心會在洞穴開放參觀時同時營業。另外，位於凱夫章克申的伊利諾伊河谷遊客中心也有提供洞穴資訊，由伊利諾伊河谷社區發展組織根據國家公園管理局合同管理。
遊客可於政府網站線上購買洞穴旅遊門票，但門票可能數量有限，先到先得。保護區提供四種導覽團，旅程長度和持續時間各不相同。基本由管理員帶領的「探索洞穴之旅」需時約90分鐘，參加者須經過逾500個陡峭不平的樓梯和通道，其中一段長27（88英尺）的通道更只有110（45英寸）高，總升落差為70（230英尺）。旅程對參加者體力有一定要求，國家公園管理局不建議患有心臟病、肺病或行動不便的人士參與，身高低於120（47英寸）的兒童亦不得參與。「燭光洞穴之旅」需時60分鐘，它是每日最後一場導覽團，參加者可以提著燭燈參觀洞穴，兒童必須年滿十歲才可參與。「兒童和家庭洞穴之旅」適合家庭參與，13歲或以下且符合身高要求的兒童可參加，遊覽時間為90分鐘，只於夏季開辦。「越野探洞之旅」則由訓練有素的越野探洞者率領，參加者可以在洞內狹窄空間中爬行，最小的空間僅有28（11英寸）高、48（19英寸）寬，整個體驗長達三小時，只在夏季提供。管理局也不建議患有幽閉恐懼症或容易發生驚恐發作的人士參加此項活動。管理局同時禁止遊客穿著攜帶用於其他洞穴、礦井或蝙蝠棲息地的衣服、鞋子或其他物品，以免傳播能殺死蝙蝠的白鼻症，確保洞中蝙蝠安全。

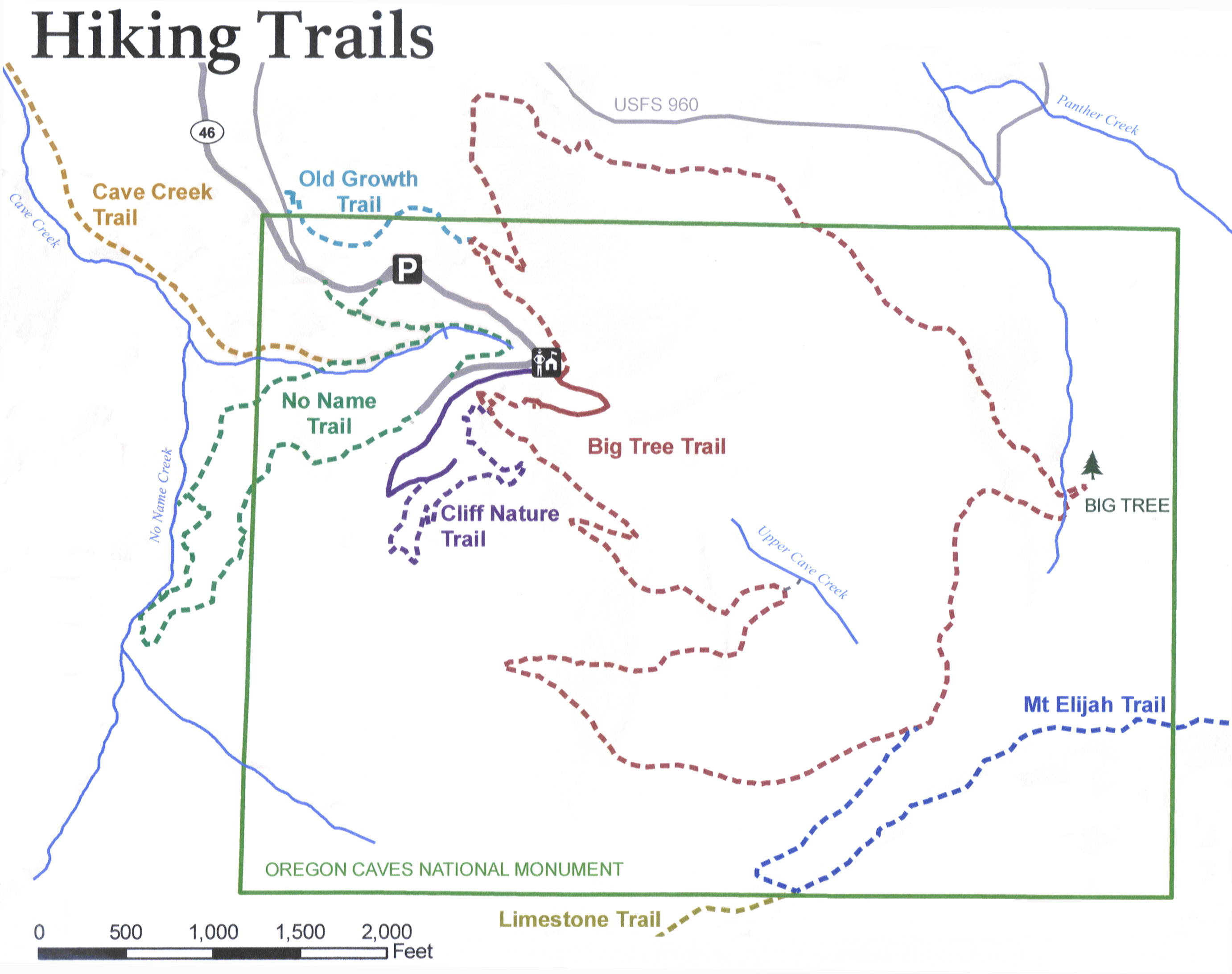
小徑地圖

數條遠足小徑蜿蜒穿過紀念區和鄰近的林地。大樹小徑長5.3（3.3英里），起點同樣位於遊客中心，途中經過俄勒岡州已知最寬的花旗松「大樹」，總升落差為340（1,100英尺）。無名小徑長2.1（1.3英里），途中遊客須穿過小溪，然後行經陡峭的山路，回到停車場或遊客中心，路段總升落差為76（250英尺）。另外，兩條小徑自大樹小徑延伸，通往無名小徑附近兩個瀑布。長1.1（0.7英里）的懸崖自然步道途經大理石露頭及冷杉林，長1.3（0.8英里）的原始小徑則途經大理石露頭及橡樹林，連接停車場和俄勒岡洞穴宅邸。位於紀念區外的洞溪小徑和畢格羅湖—以利亞山環狀小徑也連接著上述小徑。2012年，俄勒岡洞穴歷史區範圍擴大，並包含了小徑系統數個部分。
鄰近保護區的酒店、汽車旅館、度假村、住宿加早餐酒店提供各種住宿。俄勒岡洞穴宅邸通常在5月初至10月初開放，提供23間房間，設有餐廳和咖啡廳。紀念區範圍不可露營，但國家公園管理局在保護區內設立了營地。洞溪營地距離洞穴入口僅6.4（4英里），提供17個營地，提供護火圈、淡水、廁所，遊客須繳交露營費方可在營地露營。另外，國家森林局在洞穴入口13（8英里）外設立了兩個營地，保護區附近還有私人露營地和露營車營地。紀念區設有數張野餐桌。

## 外部連結
- 俄勒岡洞穴國家紀念區暨保護區官方網站 （页面存档备份，存于）（英文）
- 俄勒岡洞穴與宅邸之友 （页面存档备份，存于）（英文）
- 俄勒岡百科全書—俄勒岡洞穴國家紀念區暨保護區 （页面存档备份，存于）（英文）